# Casa de Chica da Silva
A Casa de Chica da Silva é um casarão histórico, construída na segunda metade do século XVIII, que entre os anos de 1763 e 1771, serviu de residência a Chica da Silva e seu companheiro comendador João Fernandes de Oliveira. Localiza-se no centro da cidade de Diamantina (Na época se chamava Arraial do Tijuco), no estado de Minas Gerais. É um patrimônio cultural, tombado pelo Instituto do Patrimônio Histórico e Artístico Nacional (IPHAN), na data de 4 de abril de 1950, sob o processo de nº 0412.T.
Atualmente é um ponto turístico da cidade e funciona a sede sub-regional do Instituto do Patrimônio Histórico e Artístico Nacional (IPHAN),

## Arquitetura
De arquitetura colonial, construída na segunda metade do século XVIII, com dois pavimentos. A estrutura foi construída com esteios de madeira, em seções quadradas, as paredes externas foram feitas com adobe e pau-a-pique, as paredes internas em alvenaria com reboco e pintura em cal e o telhado de quatro águas. A princípio, era uma edificação retangular compacta. Com o tempo a casa sofreu acréscimos, e o telhado com prolongamentos. A edificação, aos fundos da casa, possui telhado de três águas. A varanda lateral foi inspirada no estilo mouro da época, com painéis em treliça e balaústres.
Na residência existia uma capela, na lateral direita, dedicada a Santa Quitéria, a pedido de Chica da Silva para uso particular. Atualmente só restou a portada com uma cruz

## Ponto turístico
A Casa de Chica da Silva é aberta à visitação, guiada ou auto guiada, com entrada gratuita. No local há uma exposição de pinturas atuais, que retratam a vida de Chica da Silva. Não há mobiliários e nem objetos da época.